# Малкович, Иван Антонович
Ива́н Анто́нович Малко́вич (укр. Іван Антонович Малкович; род. 10 мая 1961, Нижний Березов Косовского района Ивано-Франковской области Украины) — украинский поэт, детский писатель, издатель, лауреат Национальной премии Украины имени Тараса Шевченко 2017 года.

## Биографические сведения
Родился в семье Антона (Антося) Малковича и Юлии из Арсеничей, потомков галицкой околичной шляхты, принадлежащей гербу Сас.
Окончил Ивано-Франковское музыкальное училище, скрипичный класс (1980) и Киевский университет им. Т. Шевченко, филологический факультет (1985). 19-летним юношей участвовал на всеукраинском семинаре молодых авторов; его избрали лучшим поэтом. Выход его первой книги отстаивала украинская поэтесса Лина Костенко.
Автор поэтических сборников «Белый камень» (укр. Білий Камінь, 1984), «Ключ» (укр. Ключ, 1988), «Стихи» (укр. Вірші, 1992), «С ангелом на плече» (укр. Із янголом на плечі, 1997), каждый из которых становился событием литературного процесса на Украине. Автор-составитель свыше 30 книжек для детей, в частности «Украинская азбука», «Любимые стихи».
Живёт и работает в Киеве. С 1992 года — владелец и директор частного детского издательства «А-ба-ба-га-ла-ма-га». Член Национального союза писателей Украины (с 1986, к тому времени самый молодой член Союза писателей СССР).
Первая изданная книга стала «Азбука» (укр. Абетка). Особенность «Азбуки» — первая литера открывается иллюстрацией «Ангел».
Награждён знаком «За доброе дело» журнала «Й» (2004).
В марте 2017 за сборник поэзии «Подорожник с новыми стихами» (укр. Подорожник з новими віршами) был награждён Национальной премией Украины имени Тараса Шевченко.